# Dead or Alive 3 (film)
Pour les articles homonymes, voir Dead or Alive.
Série
Dead or Alive 2
(2000)
Pour plus de détails, voir Fiche technique et Distribution.
Dead or Alive 3 (Dead or Alive: Final) est un film japonais réalisé par Takashi Miike, sorti le 1er janvier 2002.

## Synopsis
Dans un futur post-apocalyptique, en 2346, un groupuscule tente de renverser le maire à demi-fou de Yokohama. Alors qu'un vagabond les soutient dans leur action, un flic dur-à-cuire tente de les éliminer. Alors que le lien entre les trois épisodes de la saga n'est pas évident de prime abord, c'est dans ce dernier épisode qu'il est révélé.

## Fiche technique
- Titre : Dead or Alive 3
- Titre original : Dead or Alive: Final
- Réalisation : Takashi Miike
- Scénario : Hitoshi Ishikawa, Yoshinobu Kamo et Ichiro Ryu
- Production : Yoshihiro Masuda, Makoto Okada, Mitsuru Kurosawa et Tsutomu Tsuchikawa
- Musique : Kōji Endō
- Photographie : Kazunari Tanaka
- Montage : Shuuwa Kôgen
- Pays d'origine : Japon
- Langue : japonais, cantonais, anglais
- Format : Couleurs - 1,85:1 - Stéréo - 35 mm
- Genre : Action, policier, science-fiction et thriller
- Durée : 89 minutes
- Dates de sortie : 
  - 1er janvier 2002 (Cine Amuse, Japon)
  - 12 janvier 2002 (Japon)
  - 21 janvier 2004 (France)

## Distribution
- Shō Aikawa : Ryô
- Maria Chen : Michelle
- Richard Chen : Dictateur Woo
- Jason Chu : Prisonnier
- Josie Ho : Jun
- Tony Ho : Ping
- Ken Lo : Gangster
- William Tuen : Gangster
- Rachel Ngan : Femme enceinte
- Don Tai : Don
- Riki Takeuchi : Officier Honda
- Terence Yin (VF : Constantin Pappas) : Fon